# Zsegnye
Zsegnye (szlovákul: Žehňa) község Szlovákiában, az Eperjesi kerület Eperjesi járásában.

## Fekvése
Eperjestől 12 km-re délkeletre, az Ósva-patak és a Tarca között fekszik.

## Története
A települést 1330-ban „Zegnia” alakban említik először. Később „Segnia”, „Zwsnia”, „Zedeguka”, „Zedenia” alakban szerepel a történeti forrásokban. Egy Bodan nevű nemes utódainak birtoka volt. 1427-ben 19 portával adózott. A Segney családé, majd a 17. században a Kecer és Piller családok birtoka. 1787-ben 38 házában 283 lakos élt.
A 18. század végén Vályi András így ír róla: „SEGNYE. Sáros Vármegy. földgye középszerű, de egyéb javai külömbfélék, és hasznosak.”
1828-ban 34 házát és 342-en lakták. Lakói zsellérek voltak, akik főként mezőgazdasággal, erdei munkákkal, vászonszövéssel foglalkoztak.
Fényes Elek 1851-ben kiadott geográfiai szótárában így ír a faluról: „Zsegnye, Sáros v. tót f. Kakasfalvához tartozó fil. 55 romai, 41 g. kath., 190 evang., 10 zsidó lak. Ev. szentegyház. F. u. a Keczer nemzetség. Ut. p. Böki.”
1920 előtt Sáros vármegye Lemesi járásához tartozott.
Termelőszövetkezetét 1958-ban alapították. Lakóinak egy része Eperjes üzemeiben dolgozott.

## Népessége
| Év:            | 1994. | 2004.    | 2014.    | 2024.    |
| -------------- | ----- | -------- | -------- | -------- |
| Emberek száma: | 674   | 859      | 1089     | 1399     |
| Eltérés:       |       | +27,44 % | +26,77 % | +28,46 % |

| Év:            | 2023. | 2024.   |
| -------------- | ----- | ------- |
| Emberek száma: | 1353  | 1399    |
| Eltérés:       |       | +3,39 % |

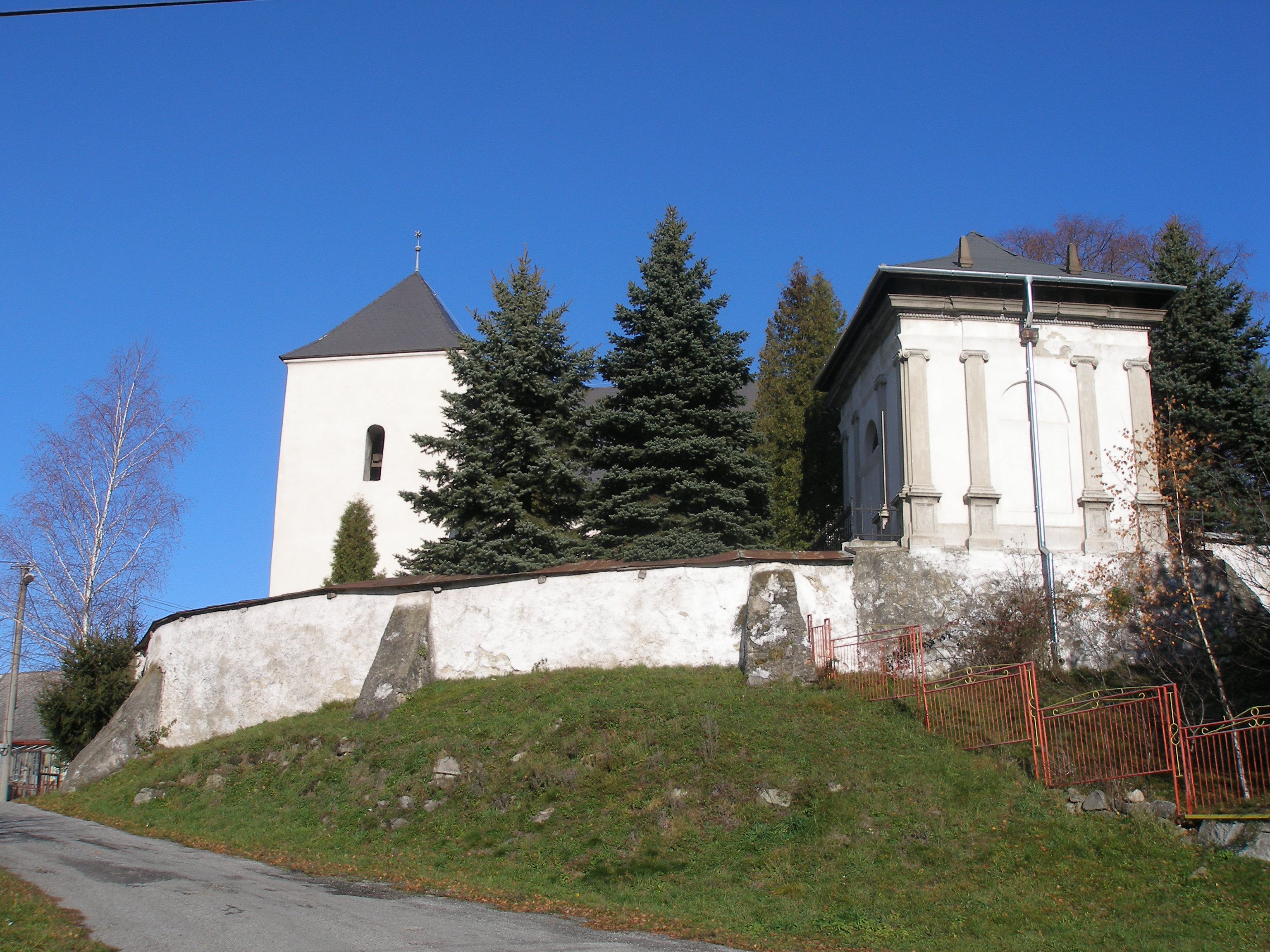
A templom

1910-ben 292, túlnyomórészt szlovák anyanyelvű lakosa volt.
2001-ben 795 lakosából 779 szlovák volt.
2011-ben 1007 lakosából 974 szlovák volt.
2021-ben 1277 lakosából 3 magyar, 70 (+93) cigány, 2 (+1) ruszin, 1097 (+36) szlovák, 4 (+1) egyéb és 101 ismeretlen nemzetiségű volt.

## Nevezetességei
- Evangélikus temploma a 13. században épült román stílusban, a 17. században tornyot, mellékhajót és sekrestyét építettek hozzá, valamint fallal is körbevették.
- Neoreneszánsz sírbolt a 19. század második feléből.